# USS Blandy
Lo USS Blandy (hull classification symbol DD-943) fu un cacciatorpediniere della United States Navy, entrato in servizio nel novembre 1957 come parte della classe Forrest Sherman.
In forza all'United States Atlantic Fleet, la nave operò in varie missioni di rappresentanza ed esercitazione tanto nell'oceano Atlantico quanto nel mar Mediterraneo e nell'oceano Indiano; operativamente, il cacciatorpediniere partecipò nel 1962 agli eventi della crisi dei missili di Cuba, oltre a svolgere due turni di servizio nell'ambito della guerra del Vietnam nel 1968 e nel 1972. Radiato dal servizio attivo il 5 novembre 1982, lo scafo venne venduto per la demolizione nel 1990.

## Storia

### Entrata in servizio e prime operazioni

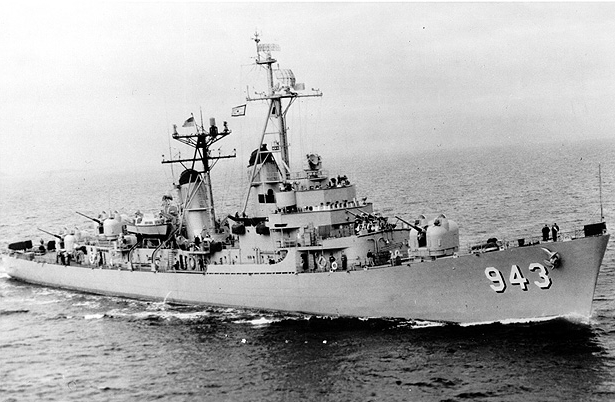
La nave in navigazione nel 1956, con tutte le artiglierie brandeggiate sul lato di dritta

Impostata il 29 dicembre 1955 nel Fore River Shipyard di Quincy in Massachusetts per conto della Bethlehem Steel, la nave venne varata il 19 dicembre 1956 con il nome di Blandy in onore di William Blandy, ammiraglio della U.S. Navy deceduto due anni prima; madrina del varo fu Hope Gilmour Blandy Lee, figlia dell'ammiraglio Blandy. La nave entrò ufficialmente in servizio il 26 novembre 1957 presso il Boston Navy Yard, svolgendo quindi la sua crociera inaugurale nel Mar dei Caraibi.
Il 28 maggio 1958 il Blandy portò a termine la sua prima traversata dell'oceano Atlantico, visitando in successione i porti di Rotterdam, Goteborg, Copenaghen, Portsmouth e Casablanca; raggiunta Napoli, la nave imbarcò le spoglie del Milite Ignoto statunitense del teatro europeo della seconda guerra mondiale da riportare in patria. Il 26 maggio 1958 il Blandy si incontrò in mare al largo dei Capi Virginia con gli incrociatori USS Boston e USS Canberra; dopo la cerimonia di selezione tenutasi a bordo del Canberra, il Blandy prese a bordo il feretro selezionato e risalì il fiume Potomac fino al Washington Navy Yard. Il 28 maggio, nel corso di una cerimonia trasmessa in diretta televisiva nazionale, il feretro del Milite Ignoto venne sbarcato dal Blandy e trasferito nell'apposita tomba presso il Cimitero nazionale di Arlington. Portato a termine l'incarico, il Blandy fu assegnato in forza al Destryer Squadron (DesRon) 24 della United States Atlantic Fleet.
Tra la fine degli anni 1950 e l'inizio degli anni 1960 il Blandy operò in varie missioni di rappresentanza e di addestramento nell'Atlantico, nel Mar dei Caraibi e nel mar Mediterraneo, oltre a far parte del gruppo di ricovero della capsula della missione spaziale Mercury-Atlas 6 del febbraio 1962. Con lo scoppio della crisi dei missili di Cuba nell'ottobre 1962, il Blandy fu assegnato al gruppo navale statunitense incaricato di imporre il blocco navale a Cuba e impedire l'arrivo sull'isola di missili e armamenti sovietici; il 30 ottobre il cacciatorpediniere intraprese una serrata caccia del sottomarino sovietico B-130, sorpreso in navigazione in immersione a nord di Porto Rico, costringendolo infine a riemergere e allontanarsi dalla zona dopo 14 ore di ricerche e manovre, sfiorando anche la collisione con lo stesso battello sovietico.
Nell'aprile 1963 il Blandy fu tra le prime unità a partecipare alle missioni di ricerca del relitto del sottomarino USS Thresher, affondato con la perdita di tutto l'equipaggio il 10 aprile al largo delle coste del New England mentre si trovava impegnato in una serie di collaudi di immersione profonda. Alla fine del 1963, invece, il cacciatorpediniere raggiunse l'oceano Indiano per partecipare a un'esercitazione congiunta con le marine militari alleate della CENTO; nel giugno 1964 fu riassegnato al DesRon 2 dell'Atlantic Fleet. Dal novembre 1965 al marzo 1966 il Blandy partecipò a un lungo dispiegamento nel Mediterraneo; durante il viaggio di rientro negli Stati Uniti, un incendio sviluppatosi nel suo locale caldaie causò la morte di due membri dell'equipaggio.

### Il Vietnam
Nel marzo 1968 il Blandy fu riassegnato alla United States Seventh Fleet per prendere parte alle operazioni della guerra del Vietnam. Il cacciatorpediniere operò quindi lungo le coste del Vietnam dall'aprile all'ottobre 1968, fornendo supporto di fuoco con le sue artiglierie ai reparti statunitensi schierati a sud della Zona demilitarizzata vietnamita: nel corso di questo dispiegamento il Blandy fu impegnato in numerosi duelli con l'artiglieria costiera nordvietnamita, sparando più di 27000 colpi con i suoi cannoni e affondando, nell'ambito dell'operazione Sea Dragon, 22 imbarcazioni impegnate a contrabbandare armi e rifornimenti per i Viet Cong. La nave rientrò nella sua base di Norfolk, in Virginia, il 5 novembre 1968 dopo aver percorso più di 60000 miglia nautiche in sette mesi di viaggi, e venne insignita dell'onorificenza della Meritorious Unit Commendation. Il 15 gennaio 1969 la nave raggiunse quindi il Philadelphia Naval Shipyard per sottoporsi a lavori di modernizzazione, comprensivi di estese modifiche delle sue sovrastrutture, degli armamenti e dei sistemi di bordo; la nave tornò quindi in servizio il 2 maggio 1970, venendo messa in forza al DesRon 26.
Nei primi anni 1970 l'unità fu varie volte impegnata in esercitazioni congiunte nel Mediterraneo con le marine militari degli alleati della NATO, oltre a sorvegliare i movimenti delle navi sovietiche nel Mar dei Caraibi. Il 23 novembre 1972 il Blandy fece ritorno nelle acque del Vietnam per un secondo dispiegamento operativo in supporto dei reparti terrestri statunitensi nel nord del Vietnam del Sud; la nave lasciò infine le acque vietnamite il 28 gennaio 1973, dopo aver sparato più di 10000 colpi d'artiglieria e aver sostenuto diversi scontri a fuoco con l'artiglieria nordvietnamita. Dopo aver portato a termine alcune esercitazioni nell'oceano Pacifico, la nave rientrò a Norfolk il 6 aprile 1973.

### Ultimi anni e dismissione

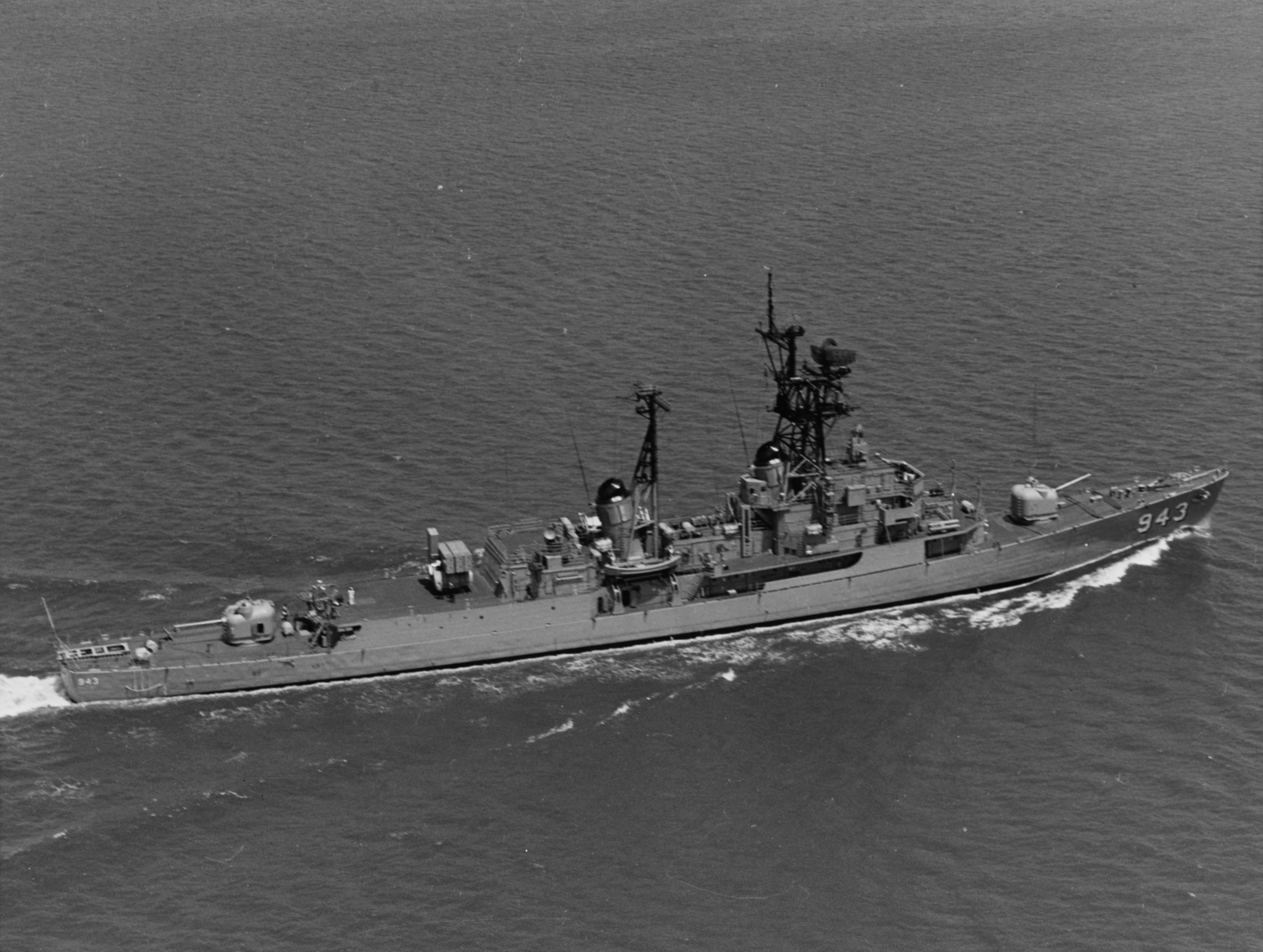
La nave fotografata in navigazione nel 1970

Tra il 1975 e il 1978 il Blandy intraprese numerosi trasferimenti nel Mediterraneo per partecipare alle esercitazioni della NATO. Dopo lo scoppio della rivoluzione iraniana, il 6 dicembre 1978 il Blandy fu schierato nella regione del Golfo Persico per svolgere missioni di sorveglianza e per supportare eventuali evacuazioni di emergenza di cittadini statunitensi dall'Iran; la nave rientrò poi in patria il 27 aprile 1979. Il 15 gennaio 1980 la nave si sottopose a un nuovo ciclo di lavori di manutenzione a Norfolk, proseguiti per il resto dell'anno.
Il 30 novembre 1981 il Blandy attraversò l'Atlantico e raggiunse l'oceano Indiano via canale di Suez, partecipando al dispositivo navale schierato dagli Stati Uniti nella regione come risposta all'avvenuta invasione sovietica dell'Afghanistan. Dopo essere rientrata in patria, la nave fu ritirata dal servizio attivo per obsolescenza il 5 novembre 1982, venendo posta in riserva al Philadelphia Naval Shipyard; il 27 luglio 1990 lo scafo fu cancellato dai registri della U.S. Navy e venne venduto per la demolizione.